# Auerbach (Karlsbad)
Auerbach ist ein Ortsteil der Gemeinde Karlsbad im Landkreis Karlsruhe.

## Geographie und Name
Der Ort am Nordrand des Schwarzwaldes liegt auf dem Alb-Pfinz-Plateau und ist einer von 5 Ortsteilen der Gemeinde Karlsbad.
Die Nachbarorte sind im Norden Mutschelbach (Karlsbad), im Nordosten Nöttingen (Remchingen), im Osten Dietenhausen und Ellmendingen (beide Gemeinde Keltern), im Südsüdosten Weiler (ebenfalls Keltern), im Süden Ittersbach (Karlsbad) und im Westen Langensteinbach (Karlsbad).
Auf einer Länge von etwa 4,5 Kilometern wird die Gemarkung des Ortes vom Auerbach durchflossen, der bei Ittersbach entspringt, Auerbach von Südwesten nach Nordosten durchquert und dann bei Nöttingen in die noch junge Pfinz mündet, welche bis zu diesem Punkt erst etwa ein Sechstel ihres Weges zum Rhein zurückgelegt hat.

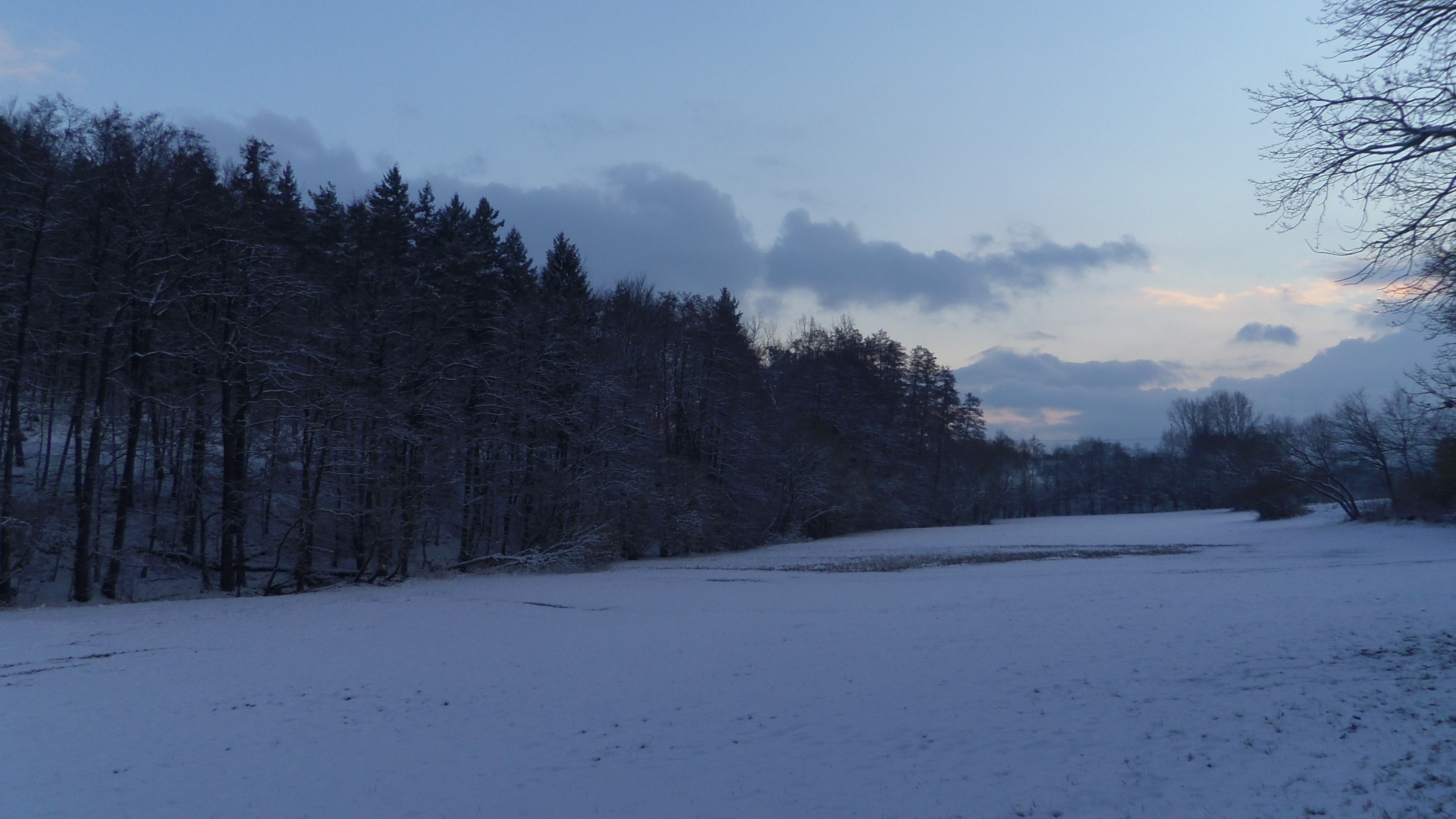
Landschaft am Auerbach bei Auerbach
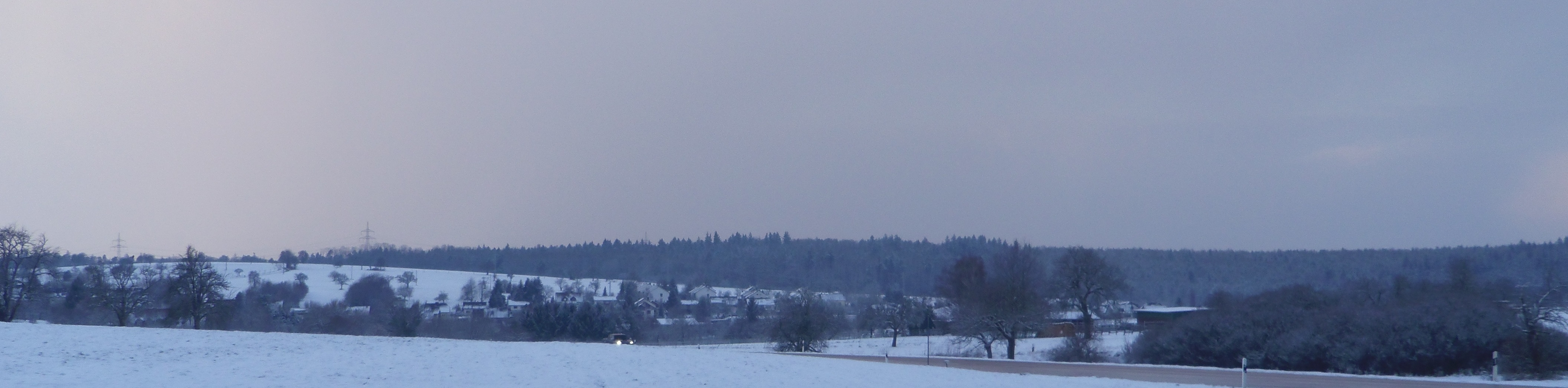
Auerbach im Winter

### Ortsname und dessen Bedeutung
Ob das Dorf nach dem es durchfließenden, gleichnamigen Gewässer oder Letzteres nach der Ortschaft benannt ist, lässt sich heute nicht mehr eindeutig feststellen.
Im Wandel der Zeit wurde der Ort (und vermutlich auch das Gewässer) jedoch in unterschiedlichen Urkunden mit unterschiedlichen Namen und Schreibweisen erwähnt.
In der ältesten noch erhaltenen urkundlichen Erwähnung aus dem Jahre 1278 ist da von „Urbach“ die Rede. Aus dem 15. und 17. Jahrhundert sind zudem „Awrbach“, „Awerbach“ und, bereits 1614, „Aurbach“ überliefert.
Die erstgenannte Schreibweise lässt auf eine Herleitung vom Auerochsen schließen, welcher den Germanen als Ur bekannt war.
Das Grundwort -bach wiederum lässt auf die Franken als Urheber des Namens schließen. Ortsnamen der ihnen in der Gegend vorangegangenen Alemannen hingegen tragen meist das Suffix -ingen.
Es ist also sehr wahrscheinlich, dass Auerbach bereits vor besagter urkundlicher Erwähnung besiedelt wurde.

## Geschichte
Erste Spuren menschlichen Siedlungslebens auf der Gemarkung der Ortschaft reichen zurück bis ins achte vorchristliche Jahrhundert.
1897 entdeckte man auf Auerbacher Gemarkung die Überbleibsel eines keltischen Hügelgrabes des Stammes der Helvetier.

### Römerzeit
Als der römische Kaiser Caesar Vespasian Augustus im 1. Jahrhundert n. Chr. seinen Einflussbereich ausdehnte, wurde auch Auerbach ein Teil des römischen Reiches (Imperium Romanum).
Es gehörte zum Zehntland und war Teil der Provinz Germania Superior.
Dies konnte anhand von Relikten aus jener Zeit auf Auerbacher Gemarkung nachgewiesen werden.
So sind im Gewann Hermannsgrund (siehe Karte), im Norden Auerbachs, Reste jener Römerstraße erhalten geblieben, welche von Straßburg (Argentorate) über Ettlingen und Pforzheim (Portus) nach Cannstatt führte.
1936 wurden in Auerbach die Überreste eines römischen Landgutes entdeckt, welches, so wird aufgrund örtlicher, archäologische Funde gedeutet, trotz umfangreicher Sicherheitsmaßnahmen, vermutlich von den Alemannen eingenommen wurde.
Im sagenumwobenen Gewann Schlossheck, auf dem sich heute das neue Stadion des örtlichen Fußballvereins befindet, fand man 1937 die Überreste einer römischen Herberge.
Weitere kleinere Beweisstücke fand man vor Ort und in der Umgebung.
Der im Volksmund als Römer-Steinbruch bekannte Abbauort für den örtlichen roten Buntsandstein unweit des Millionenwegs (siehe Karte) könnte auch aus der Zeit des aufkommenden Handwerks im 19. Jahrhundert stammen.

### Germanenzeit
In der zweiten Hälfte des 3. Jahrhunderts n. Chr. schlugen die Alemannen die Römer im Zehntland und übernahmen das „Land zwischen Limes und Rhein“.
Wann diese in Auerbach den Franken unterlagen, ist nicht gewiss; sicher ist aber, dass letztgenannte den Alemannen ihr frisch erkämpftes Land schon bald streitig machten und siegten. 496 n. Chr. wurden die Alemannen im rheinländischen Zülpich vollständig besiegt und mussten sich ins Gebiet südlich der Murg zurückziehen.

### Erste urkundliche Erwähnung
Die älteste, noch erhaltene urkundliche Erwähnung Auerbachs, damals noch als Urbach, stammt vom 28. November 1278. In dieser im Badischen Generallandesarchiv in Karlsruhe verwahrten Urkunde ging es um Streitigkeiten bezüglich Gebietsansprüchen zwischen den Herren von Remchingen und dem Kloster Herrenalb.
Zu jener Zeit wurde Auerbach von den Herren von Remchingen verwaltet, gehörte jedoch den Grafen von Eberstein. Nur 5 Jahre später gelangte Auerbach durch Graf Otto II. von Eberstein als Mitgift der Kunigunde von Eberstein an den Markgrafen Rudolf I. von Baden und wurde somit kurzzeitig badisch.
Als dieser jedoch weitere 5 Jahre später 1288 verstarb, verkaufte sein Erbe, Markgraf Friedrich II. von Baden das Gebiet, auf dem auch Auerbach lag, an das Kloster Herrenalb.

### Auerbach wird badisch
Etwa 200 Jahre nach dem vollständigen Erwerb durch das Kloster Herrenalb folgte eine Zeit häufiger Eigentümerwechsel. Zwischenzeitlich ging Auerbach sogar für etwa 70 Jahre als Exklave an Württemberg, ehe der Markgraf Ernst Friedrich von Baden-Durlach, den frevelhaften und verschwenderischen Lebensstil seiner Vetter beendend, die Markgrafschaft Baden-Baden übernahm und sanierte.
Als Teil des Erlöses aus dem Verkauf der Ämter Altensteig und Liebenzell an Herzog Friedrich I. von Württemberg im Jahre 1603 erhielt er unter anderem auch Auerbach wieder zurück. Von nun an war Auerbach wieder ein Teil Badens.

### Waldenser und Hugenotten
Es folgte eine Zeit der schweren Verluste. Der Dreißigjährige Krieg und die gleichzeitige Pest dezimierten die Bevölkerung Auerbachs enorm. Man sagt, Auerbach, vor dem Krieg noch ca. 200 Einwohner stark, habe 1648 nur noch 3 Einwohner gehabt.
Da waren die hugenottischen und waldensischen Flüchtlingsfamilien, die sich um 1700 im Ort niederließen, sehr willkommen.
Als fleißig und gelehrt bekannt, wurden sie herzlich aufgenommen und genossen das eine oder andere Privileg, wie etwa Religionsfreiheit, eine eigene Dorfverwaltung, einen eigenen, französischsprachigen Pfarrer und Lehrer.
Im Gegenzug halfen sie, wie in ganz Baden, auch Auerbach wieder auf die Beine.

### Vor dem Ersten Weltkrieg
Die enorme Armut zum Ende des 18. und Anfang des 19. Jahrhunderts verleitete zur Auswanderung, etwa nach Westpreußen oder zum Erlernen eines handwerklichen Berufes. Handweber und Steinbrecher fanden sich in Auerbach ebenso wie erste Pendler und Marktgänger, also Bauern, die ihre Erzeugnisse auf den Märkten der Umgebung verkauften, wofür sie teils anstrengende und weite Wege mit einfachsten Beförderungsmitteln zurücklegten.

### Die Weltkriege
Die beiden Weltkriege, die Weltwirtschaftskrise der Zwanzigerjahre des 20. Jahrhunderts und die Inflation machten auch vor Auerbach nicht halt. Kriegsopfer, Arbeitslosigkeit und Armut stärkten jedoch den Zusammenhalt im Dorf und machten so ein Überleben erst möglich.
Die Flüchtlinge und Vertriebenen, die nach dem Zweiten Weltkrieg hauptsächlich aus den ehemaligen Ostgebieten nach Auerbach kamen, förderten jedoch in den Jahren danach auch den infrastrukturellen Aufschwung und Ausbau des Ortes.

### Gemeinde Karlsbad
Im Zuge der Gemeindereform, verlor Auerbach am 1. September 1971 seinen Status als eigenständige Gemeinde und wurde zu einem von fünf Ortsteilen der neugegründeten Gemeinde Karlsbad, welcher neben Auerbach auch Mutschelbach, Ittersbach, Spielberg und Langensteinbach angehören. Den Namen verdankt die Gemeinde dem Lieblingsaufenthaltsort des Markgrafen Karl-Friedrich von Baden, seinem Fürstenbad im bevölkerungsreichsten und zentralen Ortsteil Langensteinbach.

## Verkehrsanbindung
Busverbindungen
- Bus 153: Bahnhof Langensteinbach – Schießhüttenäcker (KSC) – Auerbach
- Regionalbus 721: Pforzheim-Hauptbahnhof – Keltern – Auerbach – Bahnhof Langensteinbach – SRH-Klinikum

## Auerbach heute
Auerbach ist einer der kleineren Ortsteile, besitzt aber dennoch ein eigenes Rathaus, einen Kindergarten, eine Grundschule sowie eine Turn- und Veranstaltungshalle, die u. a. für den Schulsport der Grundschüler genutzt wird.
Auerbachs Fußball-Verein, der TSV Auerbach, erhielt 2005 einen neuen Sportplatz im Gewann Schlossheck am nordöstlichen Ortsrand.
Auf dem Gebiet des alten Sportplatzes wurde das Neubaugebiet „Im Thäle“ erschlossen.

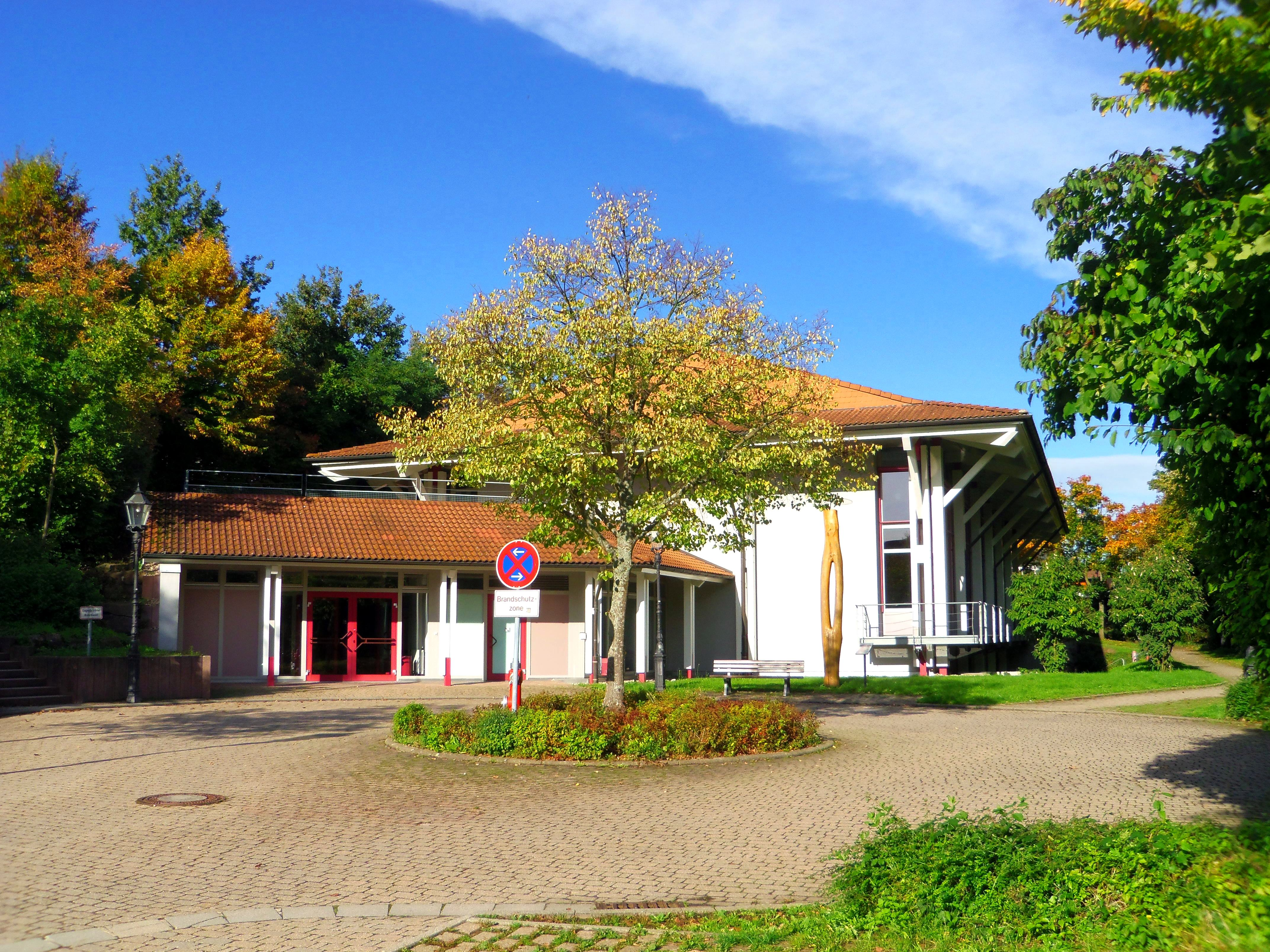
Turn- und Veranstaltungshalle „Talblickhalle“
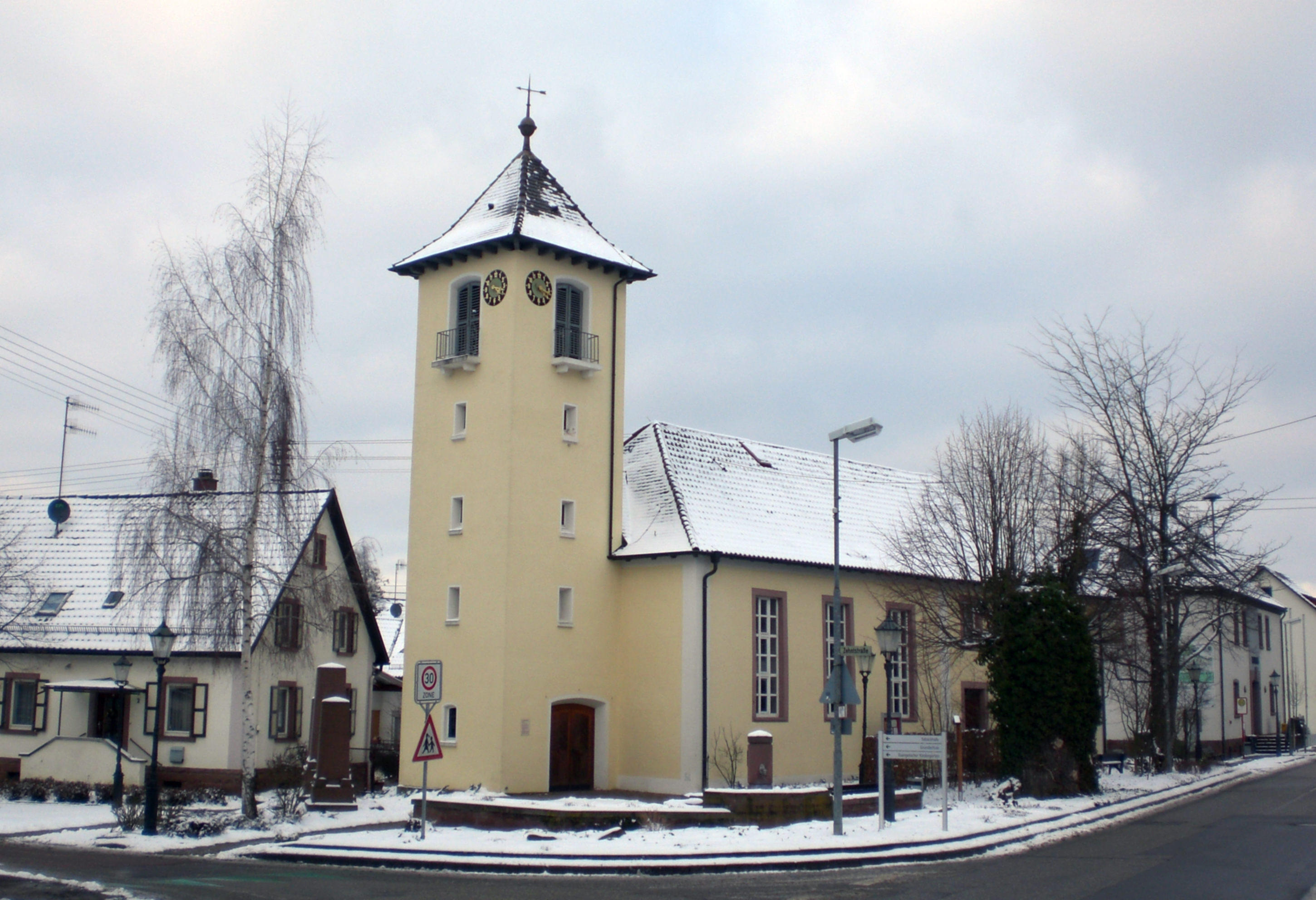
Evangelische Kirche Auerbach
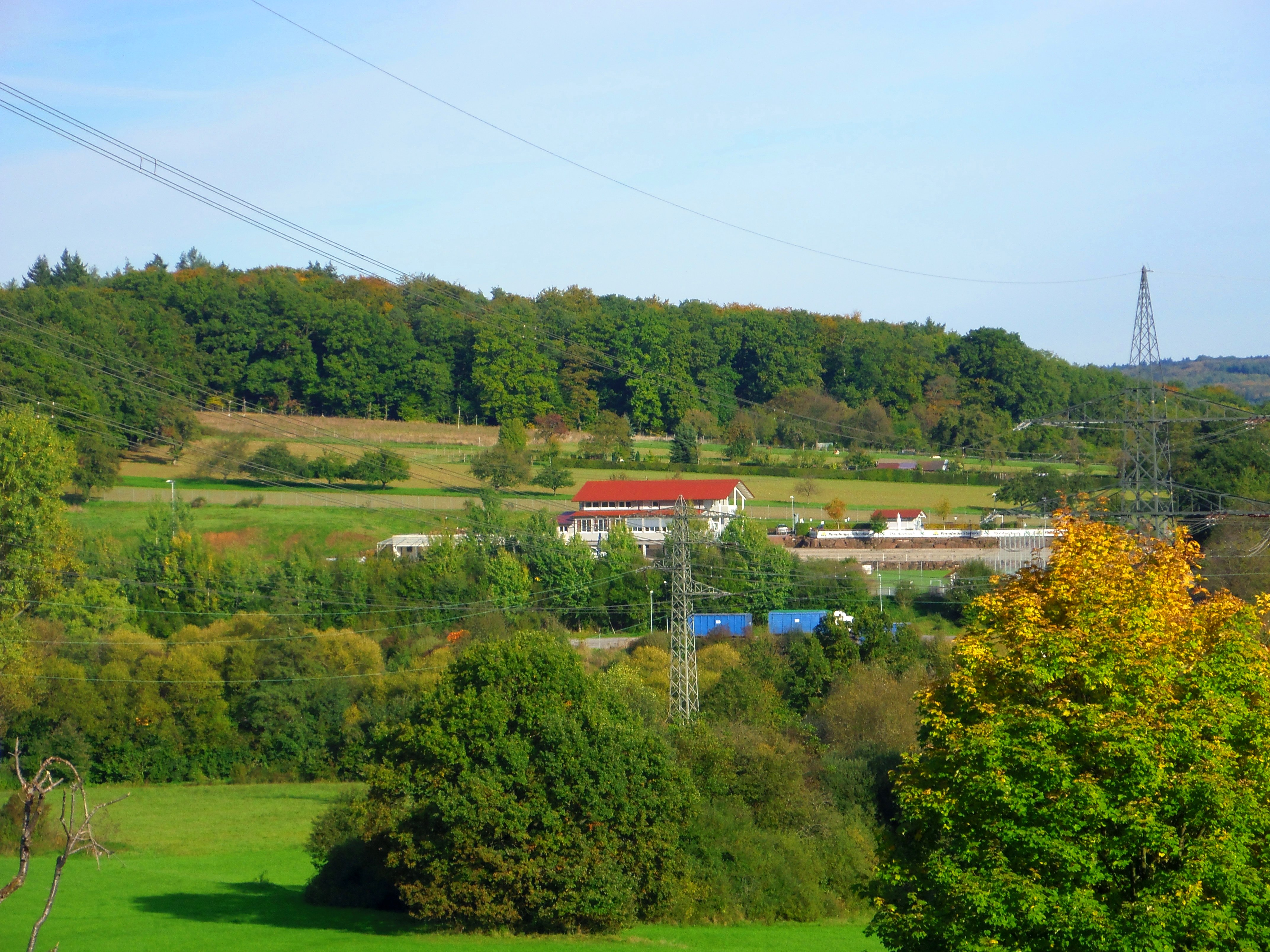
Blick auf das neue Stadion des TSV Auerbach im Gewann Schlossheck